# Artur Sauer
João Pedro Francisco Artur Sauer, nascido Johann Peter Franz Arthur Sauer (Tréveris, 28 de outubro de 1840 — Tréveris, 4 de março 1920) foi um intelectual, militar e engenheiro civil prussiano que se naturalizou brasileiro e foi o idealizador da heráldica do brasão de armas para o regime republicano brasileiro. Sauer foi sócio e editor-chefe da Laemmert & Companhia, e presidente da Companhia de Saneamento do Rio de Janeiro (SANERJ).

## Biografia

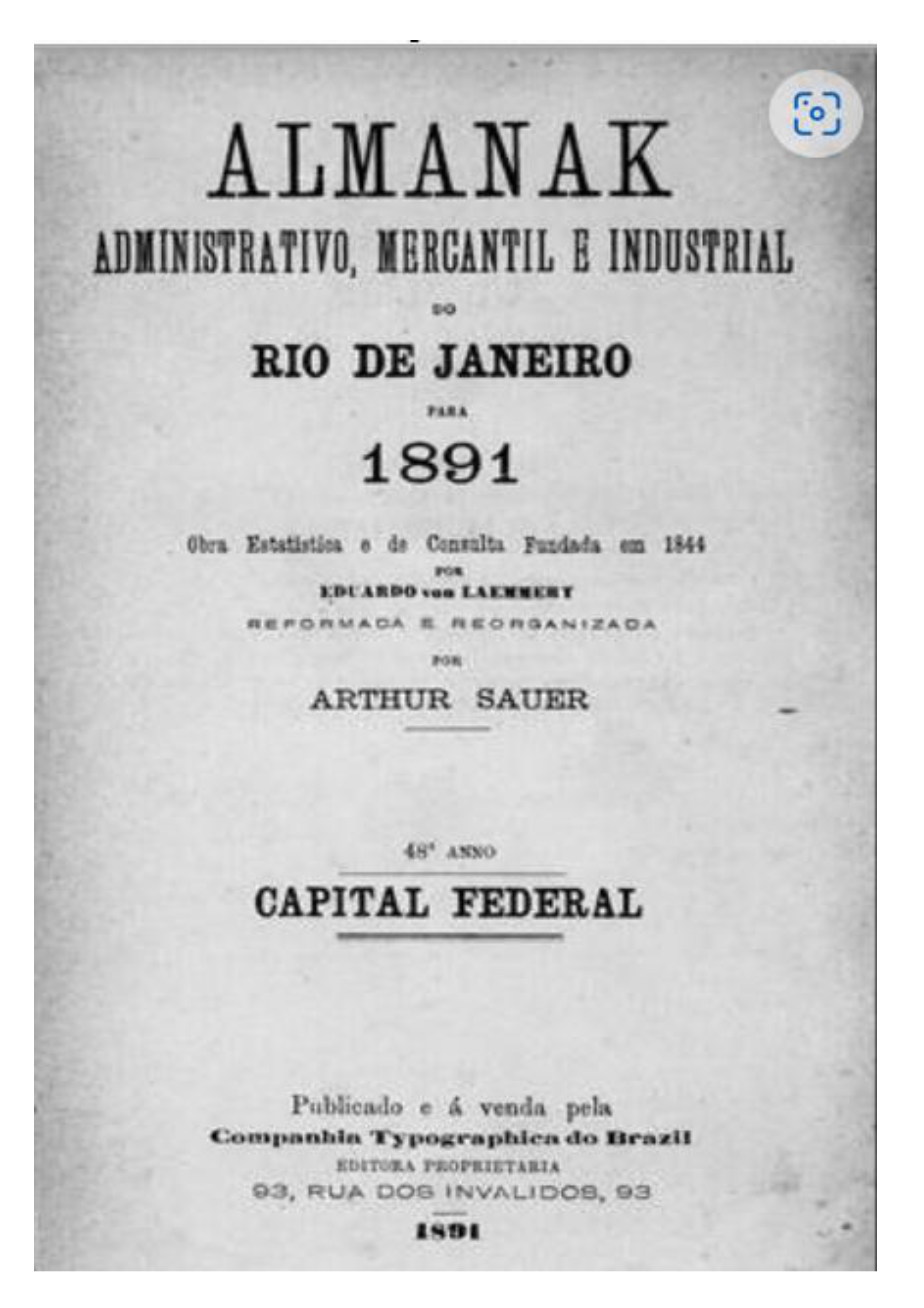
Almanaque Laemert organizada por Artur Sauer em 1891.

Filho de Johann Peter Sauer e Catharina Schmit, Johann Peter Franz Arthur Sauer nasceu na cidade de Tréveris em 28 de outubro de 1840. Imigrou para o Brasil após o término da Guerra Franco-Prussiana de 1870-1871, onde lutou como oficial prussiano. No Rio de Janeiro, abriu uma casa comercial para comércio e importação de louças, porcelanas, cristais e mosaicos vindos da Europa, em sociedade com Gustave Theissen.
No final de 1875, se casa com a Laura Laemmert, pouco depois de se converter solenemente à Igreja Protestante. Com a morte de Eduardo Laemmert em 1880, tornou-se sócio  e diretor técnico. da Tipografia Lämmert. Sauer foi um dos responsáveis pela reformulação e organização do célebre Almanaque Laemmert na década de 1880.
Faleceu também em Tréveris, em 4 de março de 1920, deixando um filho, Henrique Bernardo Leão Sauer (8 de agosto de 1879 - ?).

## Autor da heráldica do Brasão Nacional do Brasil

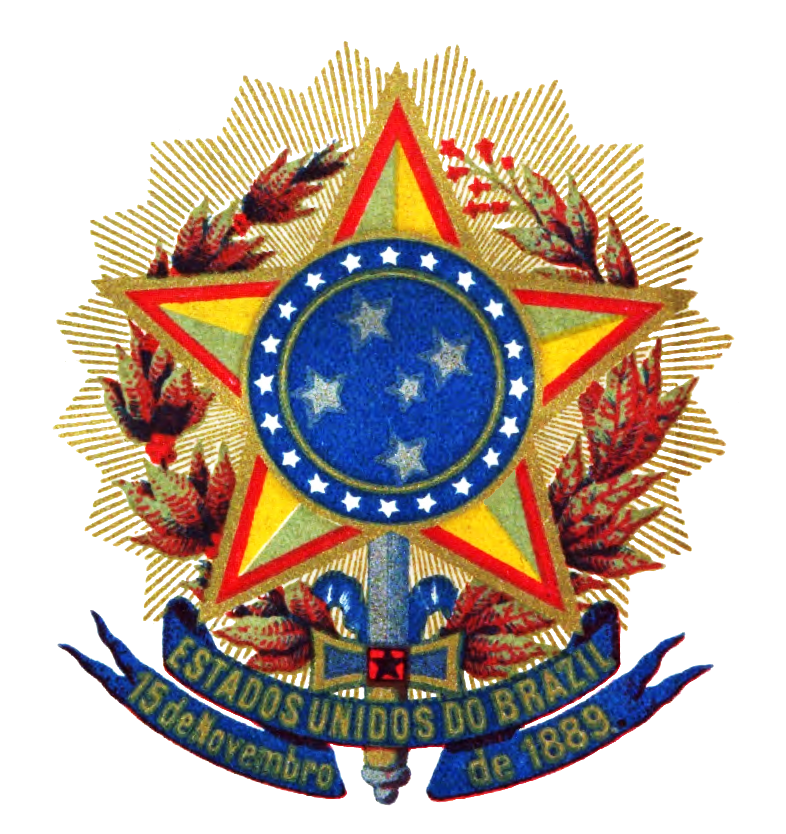
Obra heráldica de Artur Sauer no anexo 2 do Decreto nº 4, de 19 de novembro de 1889.

Conforme alguns estudiosos da heráldica brasileira, Sauer, fez a composição heráldica e pediu ao desenhista Luís Gruder que executasse o desenho. A Casa Gráfica Laemmert apresentou o desenho ao governo do Marechal que o aprovou como brasão nacional. O desenho foi oficializado pelo decreto nº 04, de 19 de novembro de 1889, o chamado decreto dos Símbolos Nacionais do Brasil.
... O verdadeiro autor [Artur Sauer] era um homem culto, engenheiro formado na Alemanha [então Prússia ], de cujo exército foi oficial, tornando-se depois cidadão brasileiro por haver-se casado com brasileira nata e ter um filho também brasileiro nato.
— Artur Luponi